# Tommi Huhtala
Tommi Huhtala (ur. 7 grudnia 1987 w Tampere) – fiński hokeista, reprezentant Finlandii.

## Kariera
- Ilves U16 (2002-2003)
- Ilves U18 (2003-2004)
- Ilves U20 (2004-2007)
  -  Suomi U20 (2006-2007)
- Ilves (2005-2007)
- Ässät (2007-2011)
  -  Ässät U20 (2007-2008)
- Blues (2011-2014)
- Jokerit (2014-2018)
- Adler Mannheim (2018-2021)
- HV71 (2021-2022)
- Kiekko-Espoo (2022-2023)

Wychowanek klubu Tampereen Ilves w rodzinnym mieście. Od 2005 występował w rozgrywkach fińskiej SM-liiga. Od maja 2011 zawodnik Blues. Od kwietnia 2014 do kwietnia 2018 zawodnik Jokeritu. W kwietniu 2018 przeszedł do niemieckiego klubu Adler Mannheim. Po sezonie 2020/2021 odszedł z klubu. Od października 2021 zawodnik HV71. W sezonie 2022/2023 reprezentował Kiekko-Espoo, a w sierpniu 2023 ogłosił zakończenie kariery.
Uczestniczył w turnieju mistrzostw świata w 2014.

## Sukcesy
Reprezentacyjne
- Srebrny medal mistrzostw świata: 2014

Klubowe
- Złoty medal mistrzostw Niemiec: 2019 z Adler Mannheim

Indywidualne
- SM-liiga (2011/2012):
  - Pierwsze miejsce w klasyfikacji minut kar w play-off: 72
- SM-liiga (2012/2013):
  - Czwarte miejsce w klasyfikacji strzelców w sezonie zasadniczym: 22 gole[8]
- Liiga (2013/2014):
  - Trzecie miejsce w klasyfikacji strzelców w sezonie zasadniczym: 23 gole[9]